# Parménides de Posidonia
Parménides de Posidonia (en griego antiguo: Παρμενίδης Ποσειδωνιάτηςιος, siglo V a. C.) fue un atleta olímpico de la Antigüedad nacido en la ciudad de Posidonia.
Resultó doblemente ganador de la carrera a pie del estadio (la longitud de un estadio eran aproximadamente 192 m) y del diaulo durante los 63.º Juegos Olímpicos, en el 468 a. C.
Eusebio de Cesarea lo menciona en su libro Crónica como campeón olímpico.